# Anke Wöhrer
Anke Wöhrer (* 13. Oktober 1985 als Anke Karstens in Berchtesgaden) ist eine ehemalige deutsche Snowboard-Sportlerin. Sie startete für den SC Prien am Chiemsee.
2007 wurde Anke Karstens Deutsche Meisterin im Parallelslalom (PSL) und Vizemeisterin im Parallel-Riesenslalom (PGS). Mit Isabella Laböck, Amelie Kober und Selina Jörg gehört sie im Winter 2007/08 zum deutschen Weltcupteam.
Karstens begann 1997 mit dem Snowboard-Sport, angeregt durch ihren Bruder. 2001 nahm sie erstmals an einer deutschen Meisterschaft teil, wurde in Bischofswiesen (Götschen) 26. im PSL und 33. im PGS. Im Jahr darauf startete sie erstmals bei FIS-Rennen. 2003 nahm sie erstmals an der Junioren-Weltmeisterschaft teil und gewann einige Wochen später ihr erstes Juniorenrennen in Pec pod Sněžkou. 2004 folgte die zweite Teilnahme an den Junioren-Weltmeisterschaften (in Klinovec), bei denen sie den fünften Platz im PSL erkämpfte. Bei den Deutschen Meisterschaften belegte sie in diesem Jahr Platz zwei im PGS, ein Erfolg, den sie 2006 wiederholen konnte. In der Saison 2006/07 belegte sie einige Male vordere Rennplätze und wurde Gesamtsiebte im Europacup, ehe sie am 1. April 2007 in Kaunertal vor Isabella Laböck Deutsche PSL-Meisterin wurde; im PGS musste sie sich nur Rosa Czipf geschlagen geben.
Nach durchwachsenen Ergebnissen Ende 2007 überraschte sie am 9. Januar 2008 mit einem zweiten Platz beim Weltcuprennen in Bad Gastein. Am 15. März 2008 feierte sie in Valmalenco ihren ersten Weltcupsieg im Parallelslalom vor Michelle Gorgone und Claudia Riegler aus Österreich.
Im Dezember 2008 erreichte sie ihr vorerst letztes Podest in Limone Piemonte. Auf das nächste Podest muss sie drei Jahre lang warten, bis sie im Dezember 2011 erneut in Italien in Carezza einen dritten Platz im Parallelslalom einfahren kann. Am 21. Dezember 2012 war sie erneut in Carezza erfolgreich, diesmal im Parallel-Riesenslalom.
Zum Beginn der Saison 2012/13 erreichte sie in Carezza den dritten Platz im Parallel-Riesenslalom. Bei der Snowboard-Weltmeisterschaft 2013 in Stoneham belegte sie den 32. Rang im Parallel-Riesenslalom. Im März 2013 holte sie in La Molina im Parallel-Riesenslalom ihren zweiten Weltcupsieg. Die Saison beendete sie auf den siebten Platz in der Parallel-Riesenslalomwertung und den sechsten Rang in der Parallelwertung. Bei der deutschen Meisterschaft 2013 gewann sie Gold im Parallel-Riesenslalom und im Parallelslalom. Am 22. Februar 2014 gewann sie bei den Olympischen Spielen in Sotschi die Silbermedaille im Parallelslalom. Dafür wurde sie am 8. Mai 2014 von Bundespräsident Joachim Gauck mit dem Silbernen Lorbeerblatt ausgezeichnet. Sie ist zudem Ehrenmitglied des WSV Bischofswiesen.
Am Ende der Saison 2018/19 beendete sie ihre Karriere.
Anke Wöhrer lebt in Bernau am Chiemsee. Sie schloss 2010 ihre Ausbildung zur Polizeimeisterin in Bad Endorf ab und ist als Polizeibeamtin tätig. Sie ist seit Juni 2016 verheiratet und nahm den Nachnamen ihres Ehemannes an.